# Чорович, Владимир
Владимир Чорович (серб. Владимир Ћоровић; 27 октября 1885, Мостар, Босния и Герцеговина в составе Австро-Венгрии — 12 апреля 1941, Греция) — один из ведущих сербских историков XX-го века, член Сербской королевской академии наук. Профессор (с 1919). Доктор философии (1908).

## Биография
Младший брат известного сербского писателя Светозара Чоровича (1875—1919). С 1904 года изучал славянскую филологию, историю и археологию в Венском университете. Ученик Игнатия Викентьевича Ягича и Константина Иречека.
Принимал активное участие в работе сербской студенческой группы «Зора». В 1908 году защитил докторскую диссертацию о жизни и творчестве Лукиана Мушицкого), сербского поэта XVII-го века. В том же году отправился в Мюнхен для проведения исследований по византийской истории и филологии под руководством Карла Крумбахера. Затем некоторое время жил в Болонье и Париже, где изучал старославянские рукописи.
В 1909 переехал в Сараево, работал куратором, позже администратором Национального музея Боснии и Герцеговины, в этот период началась его интенсивная многолетняя научная работа.
Был сотрудником многих известных сербских журналов, таких как, «Bosanska vila», «Srpski književni glasnik» и «Letopis Matice srpske». Состоял секретарём сербского культурного общества «Prosvjeta» в Сараево.
С 1919 — профессор сербской истории в университете Белграда, в 1934/35 и 1935/36 — ректор Белградского университета.

## Научная деятельность
Владимир Чорович — известный сербский историк. Автор многочисленных научных работ, посвящённых истории Балкан, сербов и Югославии. Опубликовал более 1000 работ в области сербской истории и взаимоотношений с Византией. Его научные труды включают критические интерпретации византийских и сербских средневековых документов, исследований средневековой историографии и различные монографии, посвященные сербским монастырям Боснии, отношениям между княжеством Черногория и мусульманами Албании.
Чорович — один из видных сторонников теории «интегрального югославянства». Вместе с историком Слободаном Йовановичем (1869—1958) считается адептом этой реакционной теории, под которую они маскировали свои националистические, великосербские взгляды идеями единства югославских народов, приобретшими популярность в годы Первой мировой войны.
В. Чорович откровенно проповедовал идеологию великосербской буржуазии. Он был автором «Истории Югославии» (1933) — единственного в межвоенный период обобщающего труда по истории страны. В ней рассматривались, главным образом, события политической жизни югославянских земель с древнейших времен до 1929 года. В основу периодизации истории Чорович положил годы правления династий и отдельных их представителей, что даже с точки зрения буржуазной науки тех лет было анахронизмом.
Вкладом Чоровича в развитие науки явились его насыщенные фактическим материалом работы, тематический диапазон которых весьма широк. Это исследования по истории Боснии и Герцеговины в средние века и в XIX в. «Лука Вукалович» (1923) и «Король Твртко (I) Котроманич» (1925), книга о внешней политике Сербии накануне первой мировой войны «Отношения Сербии и Австро-Венгрии в XX веке» (1936).

## Политическая деятельность
После сараевского убийства эрцгерцога Франца Фердинанда 28 июня 1914 года, австро-венгерские власти арестовали Чоровича. Он был обвинен в государственной измене и приговорен к пяти годам заключения, однако Верховный суд Австро-Венгрии увеличил срок до 8-ми лет из-за его антигосударственной деятельности в сербском культурном обществе «Prosvjeta» . Новый австрийский император Карл I, после международного давления, вынужден был освободить политзаключенных в 1917 году и Чорович вышел на свободу из тюрьмы в Зеница.
В конце Первой мировой войны, он переехал в Загреб, стал активно участвовать в создании хорватско-сербской коалиции власти и Национального совета словенцев, хорватов и сербов с целью объединения с Сербией. С несколькими сербскими и хорватскими поэтами и писателями, среди которых был Иво Андрич, организовал литературно-критический журнал «Književni Jug».
1 декабря 1918 года В. Чорович присутствовал в Белграде на торжественном заседании, провозгласившем создание Королевства сербов, хорватов и словенцев.
После Первой мировой войны написал «Черную книгу» (1920) о масштабных преследованиях и убийствах сербов в Боснии и Герцеговине.
После нападения гитлеровской Германии на Югославию и Грецию (6 апреля 1941 года) и стремительного продвижения немецких войск покинул страну вместе с группой югославских политиков.
По пути в изгнание погиб в авиакатастрофе 12 апреля 1941 над Олимпом, в Греции.

## Избранные публикации
- Vojislav Ilić (1906)
- Srpske narodne pripovijetke (1909)
- Pokreti i dela (1920)
- Crna Knjiga. Patnje Srba Bosne i Hercegovine za vreme svetskog rata 1914—1918. (1920)
- Velika Srbija (1924)
- Bosna i Hercegovina (1927)
- Luka Vukalović i hercegovački ustanci od 1852—1862 (1923)
- Ujedinjenje (1928)
- Mostar i njegova srpska pravoslavna opština (1933)
- Istorija Jugoslavije (1933)
- Odnosi između Srbije i Austrougarske u XX veku (1936)
- Historija Bosne knj. I (1940)
- Istorija Srba (посмертно, 1989)
- Portreti iz novije srpske istorije, prir. D. T. Bataković (посмертно, 1990)